# こんばんは仁鶴です
『こんばんは仁鶴です』（こんばんはにかくです）は、1972年10月11日から1976年6月24日まで毎日放送（MBSテレビ）で放送されたトーク番組。笑福亭仁鶴が司会を務めた番組で、毎回ゲストを招いていた。
大阪ガスの一社提供で、TBS系列へネットチェンジ後は、現在の『水野真紀の魔法のレストラン』まで続くプライムタイムの大阪ガス一社提供の最初の番組となった。

## 放送日時
- 水曜 19:00 - 19:30 （1972年10月11日 - 1975年3月26日）
- 木曜 19:00 - 19:30 （1975年4月3日 - 1976年6月24日） - 腸捻転解消に伴い、毎日放送がNET（現・テレビ朝日）系列からTBS系列へ移行したため。